# Leyton Orient FC
Leyton Orient FC is een Engelse professionele voetbalclub uit Leyton (Londen), spelend in de League One, het derde niveau van het Engelse voetbal. Ze zijn de op een na oudste voetbalclub in Londen en staan bij hun fans bekend als "the O's". De club speelt sinds 1937 haar thuiswedstrijden op Brisbane Road.

## Geschiedenis
De club werd opgericht in 1881 als Glyn Cricket Club en begon in 1888 met voetballen onder de naam Orient. Ze traden in 1896 toe tot de Londen League na succes in de Clapham & District League. Twee jaar later nam de club de naam Clapton Orient aan en in 1907 werden ze toegelaten tot de Football League. De club degradeerde in 1929 uit de Second Division en besloot na de Tweede Wereldoorlog om haar naam te veranderen naar het huidige Leyton Orient.
In het seizoen 1955/56 werd Leyton Orient kampioen in de Third Division South en promoveerde het naar de Second Division. Na het seizoen 1961/63 promoveerde de club naar de First Division. Het verblijf op dit hoogste niveau duurde slechts één seizoen en in 1966 daalden ze nog een niveau lager af. In het zelfde jaar veranderde de club de naam in Orient FC. Onder leiding van Jimmy Bloomfield wist Orient vervolgens de Third Division weer te winnen en de club bracht de jaren zeventig door op tweede niveau van Engeland. Begin jaren 80 degradeerde Orient tweemaal, waardoor het kwam te spelen in de Fourth Division.
In 1987 werd de naam Leyton Orient weer aangenomen. De club dwong in het seizoen 1988/89 via de play-offs promotie af naar de Third Division, maar degradeerde in 1995 terug. Barry Hearn werd in 1995 voorzitter van Leyton Orient, nadat de club te koop werd aangeboden voor vijf pond door toenmalig voorzitter Tony Wood. Over deze periode in de clubgeschiedenis werd door Channel 4 een documentaire uitgezonden, genaamd Orient: Club for a Fiver. In 2005/06 dwong Leyton Orient promotie af naar de League One

### Verkoop, financiële crisis en val naar Non-League (2014–2017)
In 2014 werd de club door Engelsman Barry Hearn overgedragen aan Francesco Becchetti, een Italiaans zakenman met een twijfelachtig imago (o.a. door vervolging voor verdenking van fraude), manager Russel Slade werd de laan uitgestuurd (vertrok naar Cardiff City FC) en Kevin Nugent werd tijdelijk manager. Vanaf het vertrek van Slade volgden meerdere ontslagen. Verscheidene Engelse stafleden werden vervangen door Italiaanse vriendjes van Becchetti, en Mauro Milanese werd aangesteld als manager. Gebrek aan ervaring (Milanese was nooit eerder coach of manager), het totaal niet machtig zijn van de Engelse taal en slechte prestaties leidden al snel tot de volgende plaatsvervanging. Fabio Liverani, een andere Italiaanse ex-voetballer die in Italië de jeugd van Genoa onder zijn hoede had, mocht al voor de kerstdagen plaats nemen op de bank. Met slechts 8 overwinningen uit 27 wedstrijden mocht hij in mei 2015 het veld ruimen om plaats te maken voor Ian Hendon. Helaas was degradatie naar League Two al een feit.
Orient was in het seizoen 2015/16 zes punten verwijderd van deelname aan de play-offs om promotie. Het volgende seizoen (2016/17) was echter opnieuw rampzalig. Gedurende het seizoen werden vijf trainers gebruikt en was er veel onrust buiten het veld doordat eigenaar Becchetti geldproblemen had, waardoor de club met schulden zat opgezadeld. Op 22 april 2017 degradeerde Leyton Orient naar de National League, na een 3-0 nederlaag tegen Crewe Alexandra. Hiermee kwam er een eind aan hun 112-jarige verblijf in de English Football League. De protesten tegen eigenaar Becchetti namen toe, wat resulteerde in een pitch-invasie op 29 april tijdens de laatste thuiswedstrijd van het seizoen. Supporters kwamen in de 80e minuut het veld op en schreeuwden om het vertrek van de Italiaan. Op 22 juni 2017 werd de club officieel verkocht aan Nigel Travis, eigenaar van Dunkin' Brands. Onder het bewind van Becchetti degradeerde de club in drie jaar tijd tweemaal en versleet het elf trainers.

### Non-League en promotie terug naar League One (2017–)
Na een slechte start van het seizoen werd manager Steve Davis, benoemd bij de start van de National League-campagne, op 14 november 2017 ontslagen en vervangen door Justin Edinburgh. Onder Edinburgh deed de club het beter, al eindigde het in haar debuutseizoen nog op een dertiende plek. In het seizoen 2018/19 deed Leyton Orient lange tijd mee aan de strijd om promotie. Op 27 april 2019, na een doelpuntloos gelijkspel tegen Braintree Town, verzekerde Orient zich van promotie naar de League Two, na een afwezigheid van twee jaar. De club bereikte ook de finale van de FA Trophy, maar werd hierin verslagen door AFC Fylde.
Op 3 juni 2019 werd coach Edinburgh na een hartstilstand opgenomen in het ziekenhuis. Hij stierf op 8 juni 2019, op 49-jarige leeftijd. Zijn assistent Ross Embleton werd aangesteld als interim-trainer voor het nieuwe seizoen, tot in oktober Welshman Carl Fletcher diens taken overnam. Fletcher werd echter na 29 dagen ontslagen. Leyton had onder zijn leiding geen één wedstrijd gewonnen en was in de eerste ronde van de FA Cup uitgeschakeld door een club uit de achtste klasse. Embleton keerde terug in zijn rol als interim-trainer en werd in januari 2020 aangesteld als hoofdtrainer.
In het seizoen 2022/23 werd Leyton Orient kampioen, waardoor het promoveerde naar de League One.

## FA Cup
In 1978 lukte het The O's om de halve finale te bereiken van de FA Cup. Het werd door Arsenal met 3-0 verslagen.
In 2010 wist Leyton Orient in de derde ronde Championship-club Norwich City met 1-0, en in de vierde ronde Swansea City te verslaan met 2-1, waardoor het in de vijfde ronde, een hele prestatie voor een League One-club, mocht aantreden tegen Premier League-reus Arsenal. De wedstrijd op Brisbane Road eindigde in 1-1 door een late treffer van Jonathan Téhoué, waardoor er een replay plaatsvond in het Emirates Stadium van Arsenal. Hier werd met 5-0 verloren waardoor het cupavontuur ten einde was.
Voor de 1-1 tegen Arsenal, werd het team namens de voorzitter beloond met een tripje naar Las Vegas. In hetzelfde seizoen evenaarden The O's het oude clubrecord door 14 duels ongeslagen te blijven, maar ze belanden net buiten de play-offs voor promotie naar de Championship.

## Seizoensresultaten
| Seizoen   | №  | Clubs | Divisie         | Duels | Winst | Gelijk | Verlies | Doelsaldo | Punten |
| --------- | -- | ----- | --------------- | ----- | ----- | ------ | ------- | --------- | ------ |
| 1987–1988 | 8  | 24    | Fourth Division | 46    | 19    | 12     | 15      | 85–63     | 69     |
| 1988–1989 | 6  | 24    | Fourth Division | 46    | 21    | 12     | 13      | 86–50     | 75     |
| 1989–1990 | 14 | 24    | Third Division  | 46    | 16    | 10     | 20      | 52–56     | 58     |
| 1990–1991 | 13 | 24    | Third Division  | 46    | 18    | 10     | 18      | 55–58     | 64     |
| 1991–1992 | 10 | 24    | Third Division  | 46    | 18    | 11     | 17      | 62–52     | 65     |
| 1992–1993 | 7  | 24    | Second Division | 46    | 21    | 9      | 16      | 69–53     | 72     |
| 1993–1994 | 18 | 24    | Second Division | 46    | 14    | 14     | 18      | 57–71     | 56     |
| 1994–1995 | 24 | 24    | Second Division | 46    | 6     | 8      | 32      | 30–75     | 26     |
| 1995–1996 | 21 | 24    | Third Division  | 46    | 12    | 11     | 23      | 44–63     | 47     |
| 1996–1997 | 16 | 24    | Third Division  | 46    | 15    | 12     | 19      | 50–58     | 57     |
| 1997–1998 | 11 | 24    | Third Division  | 46    | 19    | 12     | 15      | 62–47     | 66     |
| 1998–1999 | 6  | 24    | Third Division  | 46    | 19    | 15     | 12      | 68–59     | 72     |
| 1999–2000 | 19 | 24    | Third Division  | 46    | 13    | 13     | 20      | 47–52     | 52     |
| 2000–2001 | 5  | 24    | Third Division  | 46    | 20    | 15     | 11      | 59–51     | 75     |
| 2001–2002 | 18 | 24    | Third Division  | 46    | 13    | 13     | 20      | 55–71     | 52     |
| 2002–2003 | 18 | 24    | Third Division  | 46    | 14    | 11     | 21      | 51–61     | 53     |
| 2003–2004 | 19 | 24    | Third Division  | 46    | 13    | 14     | 19      | 48–65     | 53     |
| 2004–2005 | 11 | 24    | League Two      | 46    | 16    | 15     | 15      | 65–67     | 63     |
| 2005–2006 | 3  | 24    | League Two      | 46    | 22    | 15     | 9       | 67–51     | 81     |
| 2006–2007 | 20 | 24    | League One      | 46    | 12    | 15     | 19      | 61–77     | 51     |
| 2007–2008 | 14 | 24    | League One      | 46    | 16    | 12     | 18      | 49–63     | 60     |
| 2008–2009 | 14 | 24    | League One      | 46    | 15    | 11     | 20      | 45–57     | 56     |
| 2009–2010 | 17 | 24    | League One      | 46    | 13    | 12     | 21      | 53–63     | 51     |
| 2010–2011 | 7  | 24    | League One      | 46    | 19    | 13     | 14      | 71–62     | 70     |
| 2011–2012 | 20 | 24    | League One      | 46    | 13    | 11     | 22      | 48–75     | 50     |
| 2012–2013 | 7  | 24    | League One      | 46    | 21    | 8      | 17      | 55–48     | 71     |
| 2013–2014 | 3  | 24    | League One      | 46    | 25    | 11     | 10      | 85–45     | 86     |
| 2014–2015 | 23 | 24    | League One      | 46    | 12    | 13     | 21      | 59–69     | 49     |
| 2015–2016 | 8  | 24    | League Two      | 46    | 19    | 12     | 15      | 60–61     | 69     |
| 2016–2017 | 24 | 24    | League Two      | 46    | 10    | 6      | 30      | 47–87     | 36     |
| 2017–2018 | 13 | 24    | National League | 46    | 16    | 12     | 18      | 58–56     | 60     |
| 2018–2019 | 1  | 24    | National League | 46    | 25    | 14     | 7       | 73-35     | 89     |
| 2019–2020 | 17 | 24    | League Two      | 36    | 10    | 12     | 14      | 47-55     | 42     |
| 2020-2021 | 11 | 24    | League Two      | 46    | 17    | 10     | 19      | 53-55     | 61     |
| 2021-2022 | 13 | 24    | League Two      | 46    | 14    | 16     | 16      | 62-47     | 58     |
| 2022-2023 | 1  | 24    | League Two      | 46    | 26    | 13     | 7       | 61-34     | 91     |
| 2023-2024 | 11 | 24    | League One      | 46    | 18    | 11     | 17      | 53-55     | 65     |
| 2024-2025 | 6  | 24    | League One      | 46    | 24    | 6      | 16      | 72-48     | 78     |

### Eindstanden
De eindklasseringen van Leyton Orient FC (tussen 1966/67 en 1986/87 als Orient FC) vanaf het seizoen 1946/47.
- 2025 6e
League One
- 2024 11e
League One
- 2023 1e
League Two
- 2022 13e
League Two
- 2021 11e
League Two
- 2020 17e
League Two
- 2019 1e
National League
- 2018 13e
National League
- 2017 24e
League Two
- 2016 8e
League Two
- 2015 23e
League One
- 2014 3e
League One
- 2013 7e
League One
- 2012 20e
League One
- 2011 7e
League One
- 2010 17e
League One
- 2009 14e
League One
- 2008 14e
League One
- 2007 20e
League One
- 2006 3e
League Two
- 2005 11e
League Two
- 2004 19e
Third Division
- 2003 18e
Third Division
- 2002 18e
Third Division
- 2001 5e
Third Division
- 2000 19e
Third Division
- 1999 6e
Third Division
- 1998 11e
Third Division
- 1997 16e
Third Division
- 1996 21e
Third Division
- 1995 24e
Second Division
- 1994 18e
Second Division
- 1993 7e
Second Division
- 1992 10e
Third Division
- 1991 13e
Third Division
- 1990 14e
Third Division
- 1989 6e
Fourth Division
- 1988 8e
Fourth Division
- 1987 7e
Fourth Division
- 1986 5e
Fourth Division
- 1985 22e
Third Division
- 1984 11e
Third Division
- 1983 20e
Third Division
- 1982 22e
Second Division
- 1981 17e
Second Division
- 1980 14e
Second Division
- 1979 11e
Second Division
- 1978 14e
Second Division
- 1977 19e
Second Division
- 1976 13e
Second Division
- 1975 12e
Second Division
- 1974 4e
Second Division
- 1973 15e
Second Division
- 1972 17e
Second Division
- 1971 17e
Second Division
- 1970 1e
Third Division
- 1969 18e
Third Division
- 1968 18e
Third Division
- 1967 14e
Third Division
- 1966 22e
Second Division
- 1965 19e
Second Division
- 1964 16e
Second Division
- 1963 22e
First Division
- 1962 2e
Second Division
- 1961 19e
Second Division
- 1960 10e
Second Division
- 1959 17e
Second Division
- 1958 12e
Second Division
- 1957 15e
Second Division
- 1956 1e
Third Division North / South
- 1955 2e
Third Division North / South
- 1954 11e
Third Division North / South
- 1953 14e
Third Division North / South
- 1952 18e
Third Division North / South
- 1951 19e
Third Division North / South
- 1950 18e
Third Division North / South
- 1949 19e
Third Division North / South
- 1948 17e
Third Division North / South
- 1947 19e
Third Division North / South

- First Division
- Second Division
- Third Division
- Fourth Division
- League One
- League Two
- National League

ⓘ In 1992 invoering van de Premier League en opheffing van de Fourth Division; in 2004 opheffing van de First, Second en Third Division.

## Statistieken
- Grootste overwinning

8-0 tegen Crystal Palace (Third Division South, 12 november 1955)
- Grootste nederlaag

0-8 tegen Aston Villa (FA Cup 4e ronde, 30 januari 1929)
- Hoogste bezoekersaantal

34.345 tegen West Ham United (FA Cup 4e ronde, 25 januari 1964)
- Meeste interlands

John Chiedozie (acht voor Nigeria)
- Meeste doelpunten in één seizoen

Tommy Johnston: (35 in het seizoen 1957/58, Second Division)
- Grootste transfersom ontvangen

€900.000 voor John Chiedozie (Notts County augustus 1981)
- Grootste transfersom betaald

€262.500 voor Paul Beesley (Wigan Athletic oktober 1989)

## Bekende (oud-)spelers
- Justin Fashanu
- Gary Hooper
- Harry Kane
- Kevin Lisbie
- Paul-José Mpoku
- Peter Shilton

Barnsley ·
Blackpool ·
Bolton Wanderers ·
Bradford City ·
Burton Albion ·
Cardiff City ·
Doncaster Rovers ·
Exeter City ·
Huddersfield Town ·
Leyton Orient ·
Lincoln City ·
Luton Town ·
Mansfield Town ·
Northampton Town ·
Peterborough United ·
Plymouth Argyle ·
Port Vale ·
Reading ·
Rotherham United ·
Stevenage ·
Stockport County ·
Wigan Athletic ·
Wimbledon ·
Wycombe Wanderers